# Brede Bossche Scholen
De Brede Bossche Scholen (BBS) is een integrale aanpak tussen wijkbewoners en scholen met betrekking tot de verandering van het onderwijs in 's-Hertogenbosch.
In een raadsbesluit van de gemeente 's-Hertogenbosch op 13 april 2002 zijn de uitgangspunten voor de Brede Bossche Scholen vastgelegd: "De BBS is een instrument om de grote problemen waarmee de stad worstelt, aan te pakken, te weten de educatieve achterstand en scheefgroei op de arbeidsmarkt".
Door middel van de BBS wil men de concentratie van problemen in bepaalde stadsdelen aanpakken, evenals de cumulatie van problemen bij bepaalde groepen. Daarbij heeft de BBS vijf speerpunten:
1. leesbevordering,
2. opvoedingsondersteuning en volwasseneneducatie,
3. sport, spel en bewegen,
4. kunst- en cultuureducatie,
5. ICT.

Het accent ligt op de educatie van kinderen van 0 tot 13 jaar, maar daar hebben we de hele gemeenschap bij nodig – "It takes a whole village to raise a child". De BBS is op de eerste plaats het realiseren van een inhoudelijk samenwerkingsverband van alle beroepskrachten op de werkvloer van het min of meer afgebakende voedingsgebied van de BBS. Er zijn op dit moment zeven van dergelijke inhoudelijke samenwerkingsverbanden in 's-Hertogenbosch:
1. BBS De Graaf (Graafsewijk),
2. BBS aan de Aa (Acaciasingel, 's-Hertogenbosch Oost),
3. BBS De Hambaken (Het Wielsem, 's-Hertogenbosch Noord),
4. BBS Boschveld ('s-Hertogenbosch Boschveld),
5. BBS Haren Donk en Reit (Wijk Haren, Donk en Reit),
6. BBS De Kruiskamp ('s-Hertogenbosch West),
7. BBS Nieuw Zuid ('s-Hertogenbosch Zuid, Gestelsebuurt en De Meerendonk).

Vier van deze inhoudelijke samenwerkingsverbanden beschikken over een nieuw eigentijds gebouw waar alle beroepskrachten hun domicilie hebben. Tevens beschikken deze nieuwe panden over een ontmoetingsplaats voor wijkbewoners of zelfs een volledig geoutilleerd buurthuis, sportaccommodatie, jongerenruimte, ICT-lokaal ook voor de wijkbewoners, een uitleenbibliotheek c.q. speel-o-theek, en vergaderruimtes en spreekkamers. De twee overige samenwerkingsverbanden (Boschveld en Kruiskamp) zullen binnen maximaal vijf jaar ook over een nieuwe accommodatie kunnen beschikken. Belangrijk daarbij te vermelden is, dat geen enkele BBS gelijk is aan de ander, zowel inhoudelijk als fysiek. Een BBS sluit altijd aan bij de behoeftes van de wijk, en elke wijk is anders. Wijkbewoners worden actief betrokken bij de voorbereidingen, uitvoering en realisatie, en in stand houden van een Brede Bossche School.